# Michael Graff

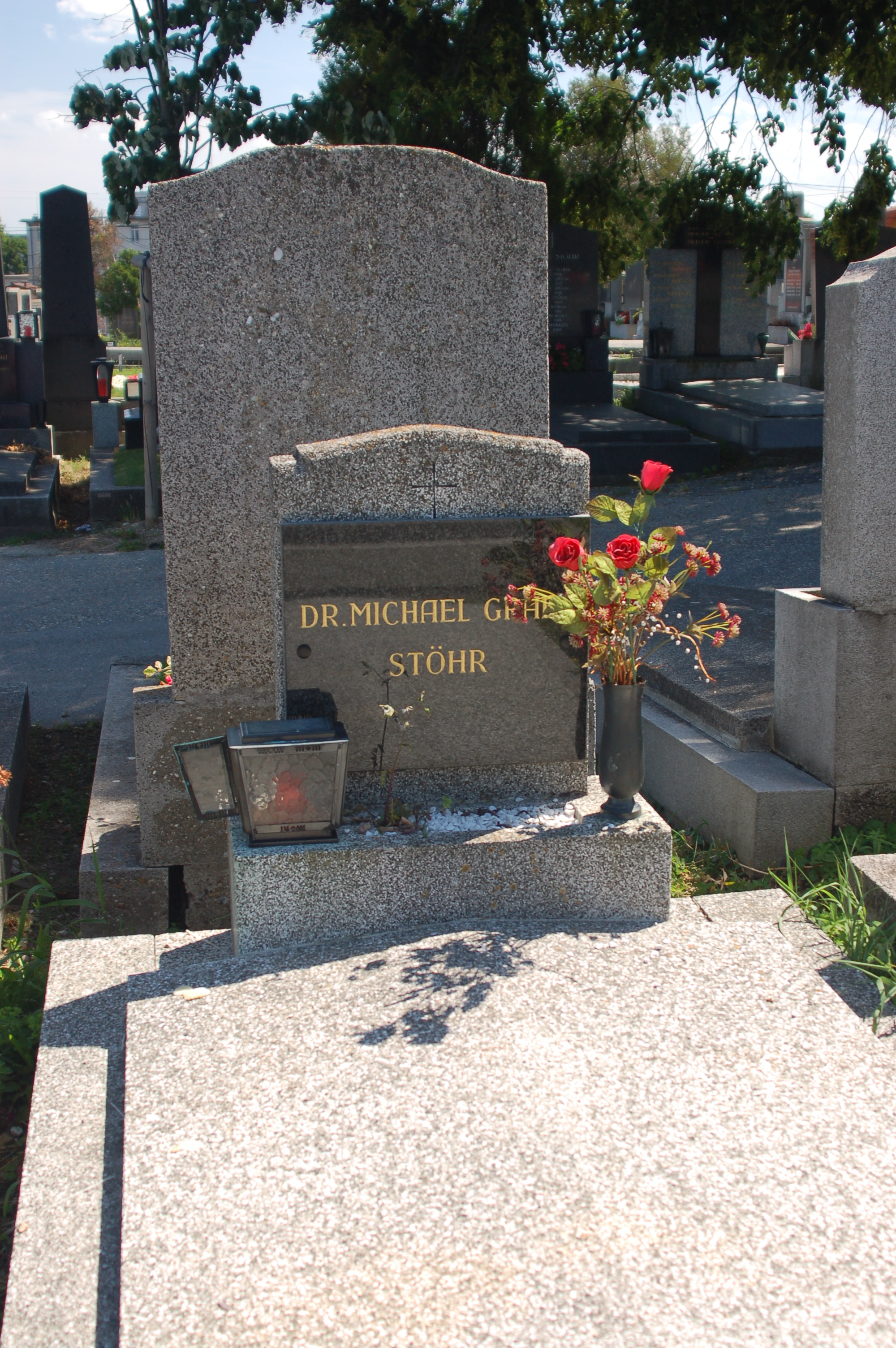
Grabmal von Michael Graff auf dem Ottakringer Friedhof

Michael Hugo Peter Graff (* 2. Oktober 1937 in Wien; † 29. Juli 2008 ebenda) war ein österreichischer Rechtsanwalt und Politiker (ÖVP).

## Leben
Nach der Matura am Schottengymnasium Wien 1955 studierte Graff an der Universität Wien Rechtswissenschaften und war seitdem Mitglied der katholischen Studentenverbindung KÖStV Austria Wien im ÖCV. Da er Kriegshalbwaise war, arbeitete er neben dem Studium im ÖAAB bei Lois Weinberger.
Im Jahr 1959 wurde er suo anno zum Dr. iur. promoviert. Von 1960 bis 1963 absolvierte er Gerichtspraxis und Präsenzdienst und wurde Rechtsanwaltsanwärter. Später Beamter der Finanzprokuratur, war er von 1964 bis 1966 Sekretär des Bundeskanzlers Josef Klaus. Hier wirkte er aktiv bei der Hochschulpolitik-Reform des Unterrichtsministers Theodor Piffl-Perčević mit.
Von 1966 bis 1967 war Graff Diplomat bei der OECD in Paris, wo er auch Alois Mock kennen und schätzen lernte. Ab 1969 war er Rechtsanwalt in Wien, 1975 gründete er eine eigene Kanzlei. 1970 war er Kandidat für den österreichischen Verfassungsgerichtshof, was jedoch an den Vorbehalten der SPÖ scheiterte.

### Politik
Von 1982 bis November 1987 war Graff ÖVP-Generalsekretär (siehe unten zum Rücktritt) und Justizsprecher der ÖVP unter dem Bundesparteiobmann Alois Mock.
1983 bis 1994 und 1995 bis 1996 war er Abgeordneter zum Nationalrat, sowie von 1987 bis 1994 Obmann des Justizausschusses. In diesen Rollen beeinflusste er nachhaltig die Justizpolitik. Unter anderem initiierte er eine Reform der Untersuchungshaft und die Einführung der Grundrechtsbeschwerde beim Obersten Gerichtshof. Er unterstützte erfolgreich die Forderung Simon Wiesenthals, die Strafdrohungen des Verbotsgesetzes abzuschwächen, was einen Anstieg der Verurteilungen wegen Wiederbetätigung zur Folge hatte.

### Rücktritt als Generalsekretär
In seiner Rolle als ÖVP-Generalsekretär war Graff einer der wesentlichen Köpfe hinter der Kandidatur Kurt Waldheims zur Wahl 1986 zum Bundespräsidenten. Die Zeit vor und noch nach der Wahl bis mindestens 1988 ging als Waldheim-Affäre in die Geschichte ein. Nach einem Beschluss der Bundesregierung wurde nach der Wahl auf Einsetzung durch das Außenministerium unter Alois Mock die sogenannte „Waldheim-Historikerkommission“ zur Aufarbeitung der Rolle Waldheims im Zweiten Weltkrieg tätig. Während Mock und Graff das Mandat der eingesetzten Kommission nur darin sahen, dass „die Experten […] sich nur auf die persönliche Schuld Waldheims zu konzentrieren [hätten]“ (AZ, 17. November 1987), sahen die Mitglieder der Kommission ihr Mandat auch in der Frage der möglichen moralischen Schuld und Mitwisserschaft Waldheims.
Im Zuge von Recherchen zur Waldheim-Affäre in Wien hatte die französische Journalistin Michèle George vom Nachrichtenmagazin L’Express unter anderem auch mit dem ÖVP-Generalsekretär Graff ein zweistündiges Gespräch geführt. Dieses Interview erschien in der Wochenausgabe vom Montag, 16. November 1987, die bereits am Freitagabend davor an den Wiener Zeitungskiosken erhältlich war. Graff wird darin zitiert (aus der Faksimile in der AZ) mit:

« Tant qu’il n’est pas prouvé qu’il a de ses propres mains étranglé six juifs, pas de problème. »

„So lange nicht bewiesen ist, daß er [= Waldheim] eigenhändig sechs Juden erwürgt hat, gibt es kein Problem.“

Die Austria-Presseagentur schickte Montag, 16. November, am Vormittag eine Zusammenfassung, jedoch ohne das betreffende Zitat, aus. Der damalige stellvertretende AZ-Chefredakteur Georg Hoffmann-Ostenhof konfrontierte am selben Tag nachmittags Graff mit dem Zitat, der in Hinblick auf das von Mock und ihm gemeinte Mandat der „Waldheim-Historikerkommission“, angab:

„‚Na ja, das ist eine drastische Formulierung, die so ähnlich in einem zweistündigen Gespräch gefallen ist.‘ Er – Graff – habe damit ausdrücken wollen, daß es nur darum gehe, ob Waldheim ‚schuldhaft persönlich mitgewirkt habe‘.“

Nach einem Bericht im Hörfunk-Abendjournal am Montagabend und dem Artikel in der Arbeiter-Zeitung in ihrer Dienstag-Ausgabe, 17. November, wurden nach dem Ministerrat am Vormittag Kanzler Franz Vranitzky und Außenminister Alois Mock zu Graffs Äußerungen befragt, wobei Mock keinen Grund für einen Rücktritt sah.
Graff entschuldigte sich am Dienstagabend in einem Fernseh-Interview der Zeit im Bild für seine Äußerungen, sah jedoch bis dahin keinen Grund für einen Rücktritt. Mock stellte sich hinter seinen Generalsekretär und wollte ihn bis zuletzt halten. Da jedoch der innenpolitische Druck von allen Parteien und von mehreren Seiten zunahm, trat Graff am 18. November vormittags als Generalsekretär doch zurück. Waldheim reagierte erst (25 Minuten) nach Graffs Rücktritt auf die Aussagen und ließ die Präsidentschaftskanzlei mit einer Presseaussendung ausrichten (zitiert nach AZ): „Bundespräsident Waldheim sei ‚von den unqualifizierten Äußerungen zutiefst betroffen‘ und [er] verurteile sie. Bei allen Worten und Handlungen müsse die Würde des Menschen an oberster Stelle bleiben…“

### Nach der Politik
In den Folgejahren kritisierte Michael Graff wiederholt den ÖVP-Parteiobmann Wolfgang Schüssel. Unter anderem äußerte er zur sogenannten „Frühstücksaffäre“ über Schüssel:

„Ein überführter Lügner an der Spitze ist wohl keine Reklame für eine christliche Partei.“

Nach der für die ÖVP verlorenen Nationalratswahl 2006 forderte er als erster den Rücktritt Schüssels.
Michael Graff starb nach langer Krankheit am 29. Juli 2008 im 71. Lebensjahr. Auf Wunsch der Familie wurde sein Ableben jedoch erst nach seiner Bestattung am 5. August 2008 bekanntgegeben. Sein Grab befindet sich auf dem Ottakringer Friedhof in Wien.

## Auszeichnungen
- 1992: Großes Goldenes Ehrenzeichen für Verdienste um die Republik Österreich[9]